# Мулань
Мула́нь (кит. упр. 木兰, пиньинь Mùlán) — уезд города субпровинциального значения Харбин провинции Хэйлунцзян (КНР). Название уезда происходит от реки Муланьдахэ (木兰达河).

## История
В 1905 году был создан уезд Мулань, подчинённый Хуланьской управе (呼兰府).
После Синьхайской революции управа в 1913 году была ликвидирована, и уезд вошёл в состав провинции Хэйлунцзян.
В 1931 году Маньчжурия была оккупирована японскими войсками, а в 1932 году было образовано марионеточное государство Маньчжоу-го. В 1933 году властями Маньчжоу-го был образован уезд Дунсин (东兴县). В 1934 году было введено деление Маньчжоу-го на 15 провинций и 1 особый город, и уезды Мулань и Дунсин оказались в составе провинции Биньцзян.
В 1945 году Маньчжурия была освобождена Советской армией. После войны правительство Китайской республики приняло программу нового административного деления Северо-Востока, и уезды Мулань и Дунсин оказались в составе провинции Сунцзян. В 1947 году уезд Дунсин был присоединён к уезду Мулань. В 1954 году провинция Сунцзян была присоединена к провинции Хэйлунцзян, и уезд Мулань с 1958 года стал подчиняться Специальному району Сунхуацзян. В 1960 году уезд Мулань был переведён в подчинение властям Харбина. В 1965 году уезд Мулань был передан в состав округа Сунхуацзян. В 1997 году округ Сунхуацзян был ликвидирован, а подвластные ему территории были переданы в состав Харбина.

## Административное деление
Уезд Мулань делится на 6 посёлков и 2 волости.
| № | Название | Название (кит.) | Статус  | Население чел. (2010) | На карте                         |
| - | -------- | --------------- | ------- | --------------------- | -------------------------------- |
| 1 | Мулань   | 木兰镇          | поселок | 65208                 | 45°56′54″ с. ш. 128°02′44″ в. д. |
| 2 | Дунсин   | 东兴镇          | поселок | 41688                 | 46°22′44″ с. ш. 127°51′59″ в. д. |
| 3 | Люхэ     | 柳河镇          | поселок | 41614                 | 46°00′48″ с. ш. 127°43′20″ в. д. |
| 4 | Дагуй    | 大贵镇          | поселок | 32555                 | 46°14′33″ с. ш. 127°48′24″ в. д. |
| 5 | Синьминь | 新民镇          | поселок | 28431                 | 46°19′09″ с. ш. 127°48′57″ в. д. |
| 6 | Цзисин   | 吉兴乡          | волость | 24981                 | 46°00′24″ с. ш. 127°54′49″ в. д. |
| 7 | Цзяньго  | 建国乡          | волость | 20354                 | 45°59′37″ с. ш. 128°04′10″ в. д. |
| 8 | Лидун    | 利东镇          | поселок | 16465                 | 46°04′49″ с. ш. 127°53′22″ в. д. |